# Gießener Hochschulgesellschaft
Die Gießener Hochschulgesellschaft e. V. (Gesellschaft von Freunden und Förderern der Justus-Liebig-Universität Gießen, GHG) ist eine der ältesten deutschen Hochschulgesellschaften.

## Geschichte
Im Jahr 1917 konstituierte sich unter Leitung des Geheimen Hofrates Otto Behaghel ein Ausschuss zur „Gründung einer Gesellschaft von Freunden und Förderern der Universität Gießen“. Die offizielle Gründung der „Gießener Hochschulgesellschaft“ erfolgte am 21. Februar 1918. Die ersten Vorsitzenden waren bis 1925 der Justizrat Wilhelm Grünewald und der Gießener Oberbürgermeister Karl Keller. Bis 1945 wurde der Vorsitz nicht an einen Angehörigen der Universität vergeben. Mit dem Beginn der Weltwirtschaftskrise Ende 1929 setzte ein Mitgliederschwund ein, der nach der Machtergreifung der Nationalsozialisten anhielt. Erst nach dem Ende des Zweiten Weltkriegs 1945 setzte die Wiederbelebung der Gießener Hochschulgesellschaft ein.
Der Gießener Hochschulgesellschaft gehörten im Mai 2022 632 persönliche bzw. juristische Personen als Mitglieder an.

## Ziele
Ziele der Gießener Hochschulgesellschaft (GHG) sind entsprechend ihrer Satzung:
- die Förderung der Wissenschaften, ausgerichtet an den Aufgaben der Justus-Liebig-Universität Gießen (JLU),
- die Verbreitung von wissenschaftlicher Bildung,
- die Pflege der Beziehungen zwischen Wissenschaft und Praxis.

Die GHG sieht sich als Verein, der das Miteinander von Stadt Gießen und Universität fördert und die Studierenden an der JLU unterstützt.
Aus den Vermögenserträgen der „Stiftung Gießener Hochschulgesellschaft“ werden Einzel- und Verbundprojekte an der JLU sowie universitätsübergreifende Einrichtungen unterstützt und gefördert. Der Umfang der vergebenen Fördermittel beläuft sich auf eine Summe von mindestens 50.000 Euro pro Jahr.

## Publikationsorgane
Von 1918 bis 1966 gab die Gießener Hochschulgesellschaft die „Nachrichten der Giessener Hochschulgesellschaft“ heraus. Seit dem Jahr 1968 erfolgt einmal jährlich die Herausgabe der „Gießener Universitätsblätter“.